# Lake Village (Arkansas)
Lake Village és una població dels Estats Units a l'estat d'Arkansas. Segons el cens del 2000 tenia 2.823 habitants.

## Demografia
Segons el cens del 2000, Lake Village tenia 2.823 habitants, 1.090 habitatges, i 705 famílies. La densitat de població era de 524 habitants/km².
Dels 1.090 habitatges en un 33,9% hi vivien nens de menys de 18 anys, en un 36,6% hi vivien parelles casades, en un 24,2% dones solteres, i en un 35,3% no eren unitats familiars. En el 32,6% dels habitatges hi vivien persones soles el 15,1% de les quals corresponia a persones de 65 anys o més que vivien soles. El nombre mitjà de persones vivint en cada habitatge era de 2,49 i el nombre mitjà de persones que vivien en cada família era de 3,16.
Per edats la població es repartia de la següent manera: un 29,3% tenia menys de 18 anys, un 8% entre 18 i 24, un 25,5% entre 25 i 44, un 19,7% de 45 a 60 i un 17,5% 65 anys o més.
L'edat mediana era de 36 anys. Per cada 100 dones de 18 o més anys hi havia 71 homes.
La renda mediana per habitatge era de 20.625 $ i la renda mediana per família de 28.438 $. Els homes tenien una renda mediana de 37.031 $ mentre que les dones 14.872 $. La renda per capita de la població era de 12.677 $. Entorn del 29,1% de les famílies i el 36,1% de la població estaven per davall del llindar de pobresa.

## Poblacions més properes
El següent diagrama mostra les poblacions més properes.